# ディクセル
株式会社ディクセル（英文表記：DIXCEL Co., Ltd.）は、大阪府摂津市に本社を置く、自動車用高性能ブレーキパーツ専業メーカーである。2003年6月30日に設立され、「Deceleration × Excellence」を語源とする"DIXCEL"ブランドを展開している。
ブレーキパッド・ローターを中心に2万品目超の製品を展開し、2024年度の売上高は約30億円、従業員数は約50名と報告されている。国内ではSUPER GTやスーパー耐久、海外ではGTワールドチャレンジ・アジアやF4 UAE選手権などの公式ブレーキパートナー／サプライヤーを務めており、モータースポーツ活動を事業成長と技術開発の両輪に据えている。

## 沿革
2003年6月30日、一般車およびレース車向けブレーキパーツ製造を目的に株式会社ディクセルが設立される。本社は大阪府摂津市西一津屋3-3、資本金3,000万円。
2010年に株式会社ディクセルR&Dを設立し、翌2011年にはDIXCEL CHINAを設立して海外展開を開始した。
2015年には消費者保護のためのディクセルWear Warranty（摩耗保証制度）を開始した。
2017年にブランパンGTアジアシリーズ（現：GTワールドチャレンジ・アジア）の公式ブレーキパートナーとなり、2022年には同シリーズとのパートナーシップ契約を延長した。
2022年末時点でブレーキパッド1,400品目、ブレーキディスク2,600品目を含む製品ラインナップを展開している。
2024年にはモータースポーツスカラシップ制度を拡充し、学割制度やU-29カテゴリを導入している。

## 事業内容

### ブレーキパッド
DIXCELのブレーキパッドは、モータースポーツからフィードバックされた技術を活用した製品を展開しており、Specom-GTやSpecom-βなどのシリーズがある。また、一般車向けの低ダストブレーキパッド「Mタイプ」なども提供している。これらは一般市販車からレーシングカーまで幅広い車種に対応している。

### ブレーキローター
ブレーキローターでは、SD（スリット）タイプや、ハイグレードのFPおよびFSタイプなどの製品を提供している。

### 開発・研究設備
ディクセル本社の一画にある実験室には、ブレーキの基礎性能を計測するための「ブレーキダイナモメーター」が設置されている。このダイナモメーターは、世界中の有名自動車メーカーも使用しているほどブレーキの開発と評価には欠かせない重要な測定機である。車重、温度、速度そして圧力（踏力）といったブレーキパッドの性能を左右する条件・要素を様々な値に設定することが可能であり、一般道、ハイウェイ、峠そしてサーキットといった様々な走行条件を、実車さながらに再現した試験を行うことができる。
このダイナモメーターでは、ストリートやサーキットなどの使用環境に設定し、ブレーキパッドやディスクローターの特性を決定するための候補材選定に使用されている。テスト結果は製品の特性やポテンシャル、価格設定にフィードバックされている。ディクセルではここから得られた根拠のあるデータを元に、スピーディーかつ正確な研究・開発を日々行っている。

## モータースポーツ活動
ディクセルは、モータースポーツ活動を技術開発と事業成長の両面から重視している。国内ではSUPER GTやスーパー耐久、GR86/BRZカップなどの競技に技術を供給している。
国際的には、2017年からGTワールドチャレンジ・アジアの公式パートナーを務めており、F4 UAEやF3 Asiaの公式ブレーキサプライヤーとしても活動している。
さらに、若手レーサー支援のためのモータースポーツスカラシップ制度を運営しており、JAF公認競技全般を対象にポイント制による支援を行っている。

## 業績
2024年3月期の売上高は約30億円。前年（2023年3月期）の約28億円から増加している。従業員数は約50名となっている。
グループ会社として、株式会社ディクセルR&DおよびDIXCEL CHINAがある。

## 展示会・イベント参加
ディクセルは国内外の自動車関連展示会に積極的に参加している。上海モーターショー、東京オートサロン、大阪オートメッセなどの主要ショーに出展し、新製品の発表や技術紹介を行っている。

## 社会貢献・スカラシップ
ディクセルは若手レーサー支援のためのモータースポーツスカラシップ制度を運営している。 2024年には学割制度やU-29カテゴリを導入するなど制度の拡充を図っている。
また、2015年より消費者保護を目的としたディクセルWear Warranty（摩耗保証制度）を実施している。

## 事業インフラ
2023年頃には、物流および販売管理システムを「アラジンオフィス」で刷新し、単価管理を高度化するなど事業インフラの改善を行っている。